# Camilla Herrem
Camilla Herrem (Sola község, 1986. október 8. –) olimpiai, háromszoros világ- és ötszörös Európa-bajnok norvég válogatott kézilabdázó, jelenleg a norvég Sola HK játékosa. A 2021-es világbajnokságot Norvégia nyerte meg, így Camilla Herrem lett a VB-k történetének legsikeresebb játékosa 3 arany, 1 ezüst és 1 bronzéremmel.

## Pályafutása
Camilla Herrem a Sola HK-nál kezdett kézilabdázni, amellyel 16 évesen bemutatkozott a norvég bajnokságban. 2005-ben pályára lépett csapatával nemzetközi szinten is, a Kupagyőztesek Európa-kupájában.
2006-ban igazolt a bajnoki ezüstérmes Byåsen IL csapatához, amellyel minden évben indulhatott a Bajnokok ligája selejtezőjében. 2014-2015-ös szezonban a román bajnok HCM Baia Mare-ban játszott, amellyel Bajnokok ligája negyeddöntőig jutott. 2015-től egy szezon erejéig a dán Team Tvis Holstebro játékosa, amellyel megnyerte a Kupagyőztesek Európa-kupáját. 2016-tól a Vardar Szkopje játékosa egy szezon erejéig. A macedón csapattal eljutott a Bajnokok ligája négyes döntőjébe, amely során a sorozat legjobb balszélsőjének választották. A szezon végén visszaigazolt Norvégiába, első profi klubjához, a Sola HK-hoz. 2020 tavaszán a Győri Audi ETO KC megkereste Herremet, ám ő nemet mondott a magyar klubnak.
A norvég válogatottban 2006. április 5-én Svédország ellen mutatkozhatott be. A 2008-as Európa-bajnokság óta vesz részt a válogatottal világeseményeken, a 2012-es olimpián diadalmaskodó norvég válogatott tagja is volt. A 2009-es világbajnokság, a 2016-os Európa-bajnokság, a 2019-es világbajnokság és a 2020-as Európa-bajnokság All-Star csapatába is beválasztották.
Camilla Herremet a handball-planet.com szavazásán beválasztották a 2011-2020-as évtized világ legjobb csapatába legjobb balszélsőként.
Klubszinten elért eredményei
| Szezon    | Osztály | Klubcsapat | Bajnokság | Kupa      | Nemzetközi Kupa | Nemzetközi Kupa |
| --------- | ------- | ---------- | --------- | --------- | --------------- | --------------- |
| 2006/2007 | 1.      | Byåsen     | 2.        | 2.        | KEK             | döntő           |
| 2007/2008 | 1.      | Byåsen     | 2.        | győztes   | EHF-kupa        | 1/4 döntő       |
| 2008/2009 | 1.      | Byåsen     | 3.        | 2.        | EHF-kupa        | 1/4 döntő       |
| 2009/2010 | 1.      | Byåsen     | 2.        | 2.        | KEK             | 1/4 döntő       |
| 2010/2011 | 1.      | Byåsen     | 3.        | 1/4 döntő | EHF-kupa        | 1/8 döntő       |
| 2011/2012 | 1.      | Byåsen     | 2.        | elődöntő  | KEK             | 1/4 döntő       |
| 2012/2013 | 1.      | Byåsen     | 2.        | elődöntő  | KEK             | 1/8 döntő       |
| 2013/2014 | 1.      | Byåsen     | 2.        | elődöntő  | KEK             | elődöntő        |
| 2014/2015 | 1.      | Baia Mare  | 2.        | győztes   | Bajnokok ligája | 1/4 döntő       |
| 2015/2016 | 1.      | Holstebro  | 3.        | elődöntő  | KEK             | győztes         |
| 2016/2017 | 1.      | Vardar     | győztes   | győztes   | Bajnokok ligája | döntő           |
| 2017/2018 | 1.      | Sola       | 10.       | 1/4 döntő | –               | –               |
| 2018/2019 | 2.      | Sola       | győztes   | elődöntő  | –               | –               |
| 2019/2020 | 1.      | Sola       | 10.       | 1/4 döntő | –               | –               |
| 2020/2021 | 1.      | Sola       | 3.        | 2.        | –               | –               |
| 2021/2022 | 1.      | Sola       | 3.        | 1/4 döntő | Európa-liga     | 1/4 döntő       |
| 2022/2023 | 1.      | Sola       | 3.        | n.a.      | Európa-liga     | n.a.            |

## Eredményei
Válogatott
- Olimpia győztese: 2012, 2024
  - bronzérmes: 2016, 2020
- Világbajnokság győztese: 2011, 2015, 2021
  - ezüstérmes: 2017, 2023
  - bronzérmes: 2009
- Európa-bajnokság győztese: 2008, 2010, 2014, 2016, 2020
  - ezüstérmes: 2012

Klub
- Bajnokok ligája döntős: 2016/2017
- Kupagyőztesek Európa-kupája győztese: 2015/2016
  - ezüstérmes: 2006/2007
  - elődöntős: 2013/2014
- Norvég bajnokság (1. osztály)
  - ezüstérmes: 2006/2007, 2007/2008, 2009/2010, 2011/2012, 2012/2013, 2013/2014
  - bronzérmes: 2008/2009, 2010/2011, 2020/2021
- Norvég bajnokság (2. osztály) győztese: 2018/2019
- Norvég Kupa győztese: 2007
  - ezüstérmes: 2006, 2008, 2009, 2020
- Román Kupa győztese: 2014/2015
- Román Szuperkupa győztese: 2014
- HCM Baia Mare Bajnokok Trófeája győztese: 2014
- Macedón bajnokság győztese: 2016/2017
- Macedón Kupa győztese: 2016/2017

## Egyéni sikerei
- 2011-2020-as évtized világ legjobb csapatának legjobb balszélsője
- Világbajnokság legjobb balszélsője: 2009, 2019[6]
- Európa-bajnokság legjobb balszélsője: 2016, 2020[7]
- Bajnokok ligája legjobb balszélsője: 2016/2017
- Handball-Planet.com az év legjobb balszélsője: 2017,[8] 2019,[9] 2020[10]
- Norvég bajnokság legjobb balszélsője: 2019/2020,[11] 2020/2021[12] 2021/2022[13]
- HCM Baia Mare Bajnokok Trófeája legjobb balszélsője: 2014

## Magánélete
2013 júliusában összeházasodott a norvég kézilabdázó Steffen Stormo Stegavikkel. 2018. július 7-én megszületett a kisfiuk, Theo.
2020-ban megjelent önéletrajzi könyve "Camilla uten filter" címen.